# Fiatagri

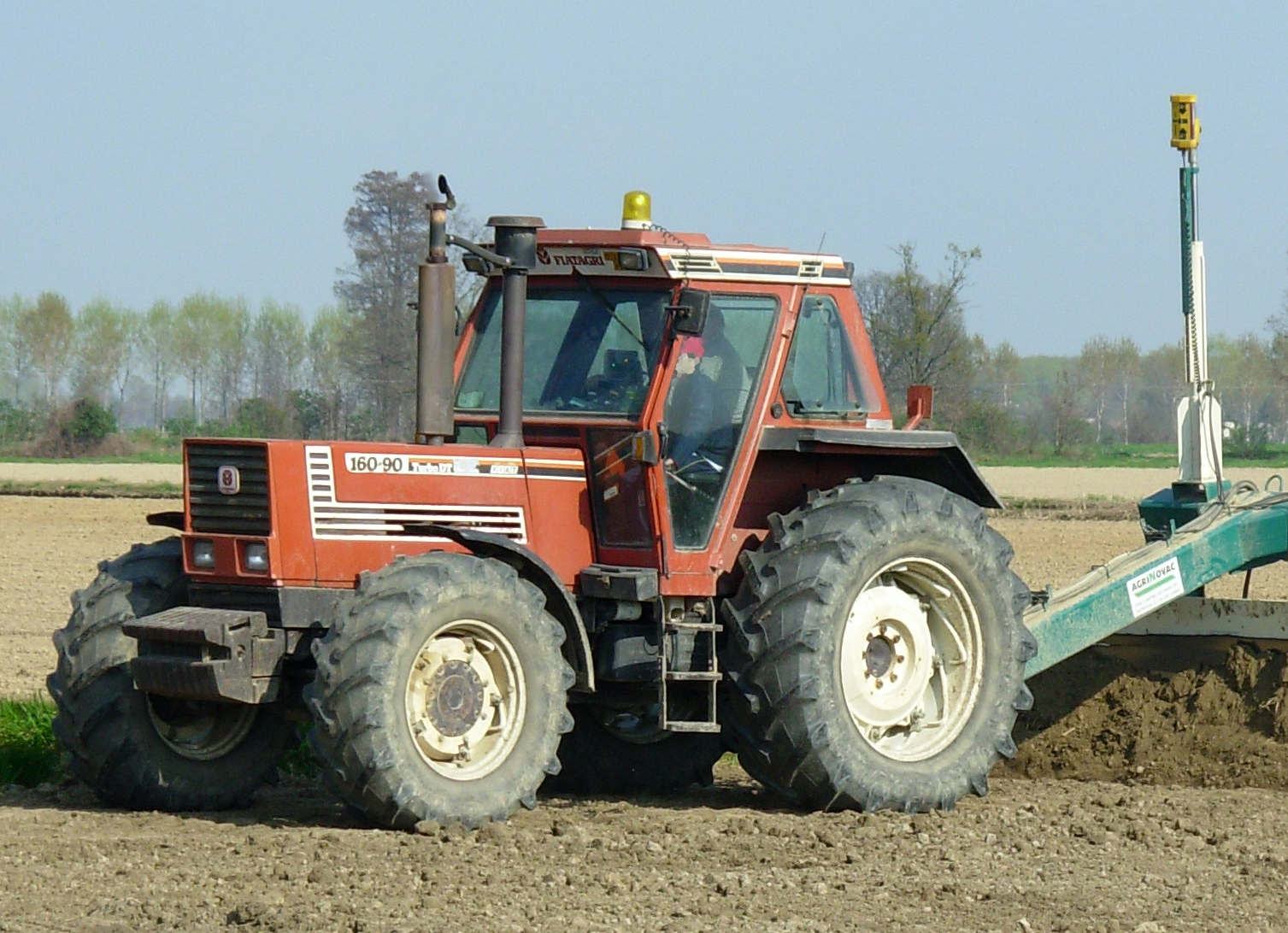
Fiat 160-90

Fiatagri war die Traktorenmarke des Fiat-Konzerns. Fiat baute seit 1919 Traktoren; die Marke existierte unter verschiedenen Besitzkonstellationen von 1974 bis 1995 und ging schließlich in den New-Holland-Traktoren auf.

## Geschichte

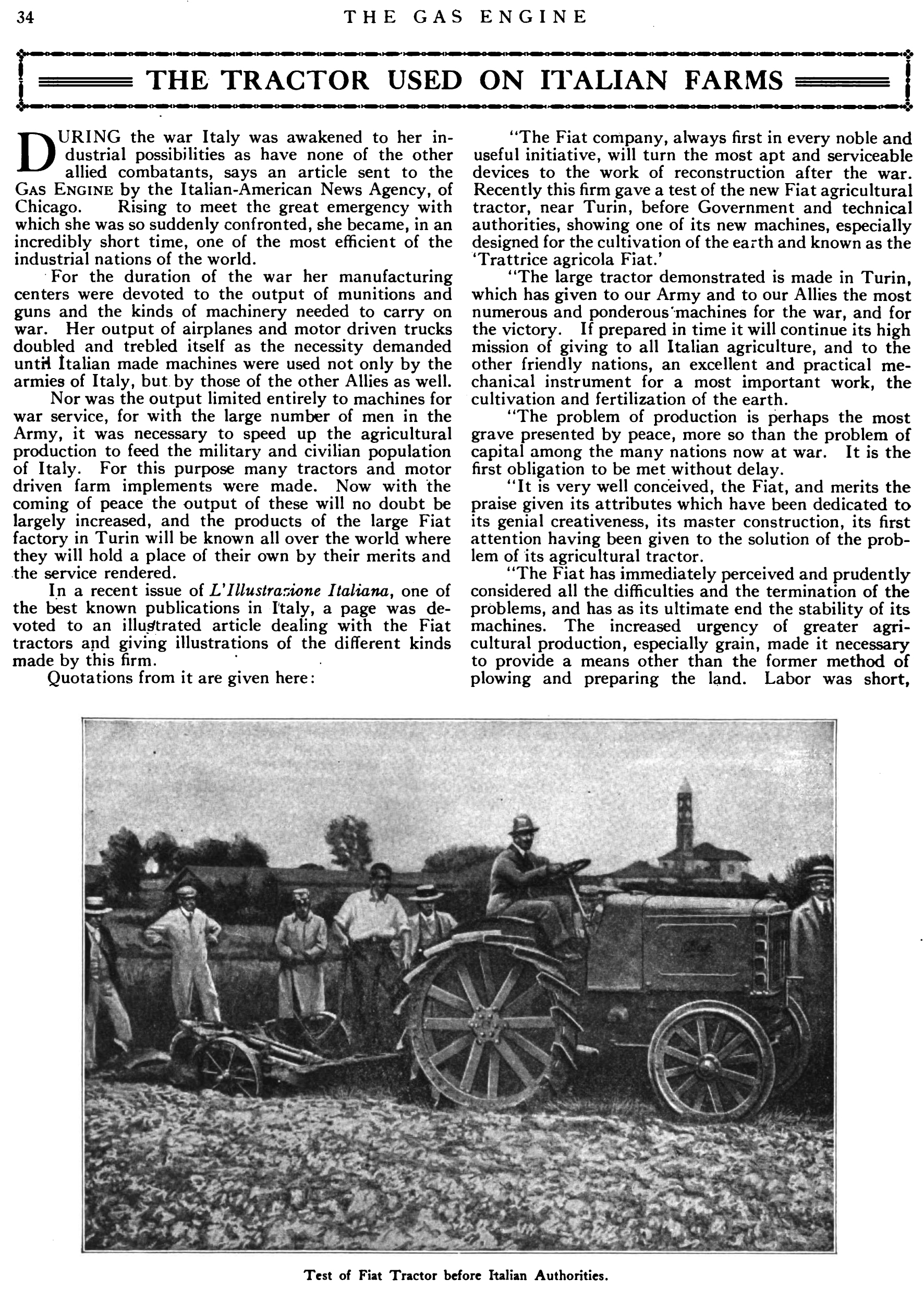
Der Fiat 702 vorgestellt im The Gas Engine Monthly Magazine in Ohio

Fiat stellte 1919 mit dem Fiat 702 seinen ersten Traktor her. 1953 präsentierte das Unternehmen seinen ersten Allradtraktor, durch diese Entwicklung stieg es schnell zum weltweit führenden Hersteller allradbetriebener Maschinen auf. Im Jahr 1962 gründete Fiat mit der Koç Holding in Ankara das Joint-Venture Turk-Traktor.
1964 präsentierte Fiat mit der Diamant-Baureihe seine erste vereinheitlichte Traktoren-Baureihe.
1974 wurde die Fiat Trattori SpA zur Herstellung von Traktoren gegründet und ein Jahr später übernahm das Turiner Unternehmen die Aktienmehrheit an Laverda, einem italienischen Mähdrescherhersteller. 1977 übernahm Fiat Trattori die US-amerikanische Hesston Corporation, um Zugang zum nordamerikanischen Markt zu bekommen. Im selben Jahr wurde der italienische Konkurrent Agrifull übernommen, dessen Markenname noch einige Jahre genutzt wurde. Von 1979 bis 1983 wurden Traktoren im Leistungsbereich von 230 bis 350 PS von Versatile bezogen und in Europa unter der Marke Fiat verkauft. 1984 wurde Fiat Trattori in Fiatagri umbenannt.
1990 wurde die Winner-Baureihe vorgestellt. Zwischenzeitlich produzierte ein Lizenznehmer unter der Marke Türkfiat für den türkischen Markt.
1990 vereinbarten Fiat und Ford, ihre Landwirtschaftsaktivitäten in einem Joint-Venture zusammenzuschließen. Fiat hielt 80 % des neuen Unternehmens, Ford 20 % und erhielt einen Barausgleich. Der Ford-Anteil basierte auf Fordson und New Holland. 1999 fusionierten das mittlerweile unter New Holland firmierende Joint-Venture (der Name New Holland wurde von Ford an Fiat mitverkauft) und der Land- und Baumaschinenhersteller Case Corporation (beide USA). Aus der Fusion entstand das Unternehmen CNH Global und gehörte bis zu seiner Aufspaltung in PKW und andere Aktivitäten zu 90 % dem Fiat-Konzern. Die anderen Aktivitäten wurden unter der Holding Fiat Industrial zusammengefasst. Fiat Industrial fusionierte Ende 2013 mit CNH Global zu CNH Industrial.

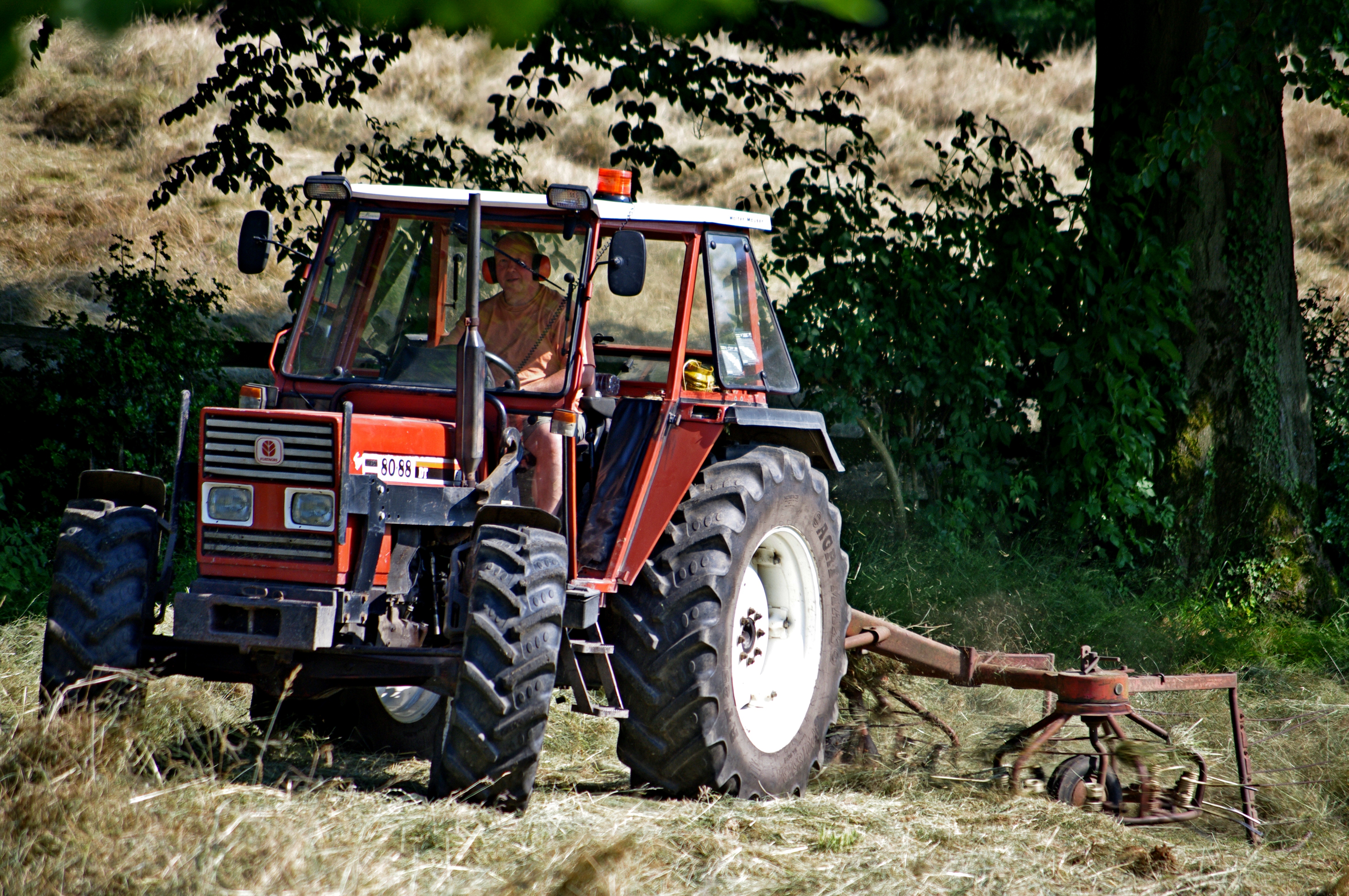
Fiatagri 80-88 DT

Die Fiat-Agri-Traktoren werden seit 1995 als New-Holland-Traktoren vermarktet.